# Vinícius (football, 1977)
Pour les articles homonymes, voir Vinícius.
Vinícius Conceição da Silva dit Vinícius (né le 7 mars 1977 à Porto Alegre), est un footballeur brésilien qui joue au poste de défenseur central.

## Clubs successifs
- 1994-1997 : SC Internacional  Brésil
- 1997-2001 : Sporting Portugal  Portugal
- 2001-2002 : Standard de Liège  Belgique (19 matchs - 0 but)
- 2002 : Fluminense FC  Brésil
- 2002-2005 : SC Internacional  Brésil
- 2005 : Atlético Mineiro  Brésil
- 2006 : Ulsan Hyundai Horang-i  Corée du Sud
- 2007-2008 : Atlético Mineiro  Brésil
- 2009 : Esporte Clube Bahia  Brésil

## Palmarès
- Champion de l'État du Rio Grande do Sul en 1997, 2003, 2004, 2005 avec le Sport Club Internacional
- Champion du Portugal en 2000 avec le Sporting Clube de Portugal
- Vainqueur de la Supercoupe de Corée du Sud en 2006 avec l'Ulsan Hyundai Horang-i
- Champion de l'État du Minas Gerais en 2007 avec le Clube Atlético Mineiro